# ナポラ

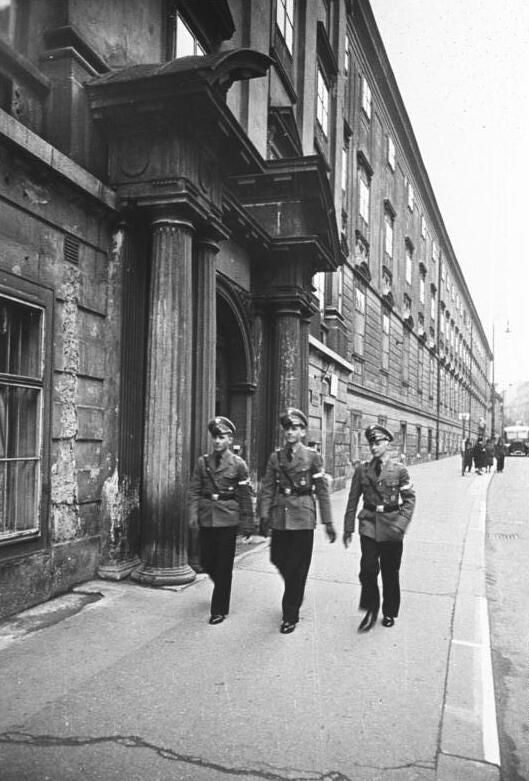
ナポラのウィーン＝テレジアンウム校の正面。三名の生徒が土曜日の放課後に外出する光景をとらえた一葉。

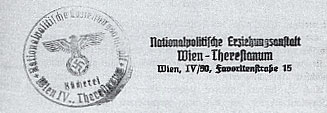
ナポラの図書館蔵書印

ナポラ (Napola) とは、1933年ナチス政権獲得後に民族共同体教育施設として設けられた、中等教育レベルの寄宿学校（ギムナジウム）である。卒業生には大学入学資格が与えられた。
公式名称はドイツ語で Nationalpolitische Erziehungsanstalt (NPEA) であり、ナポラとは Nationalpolitische Lehranstalt の太文字部分を読んだものである（Erziehungsanstalt, Lehranstalt はいずれも「教育施設」に当たる語で、おおむね「学校」を意味する）。訳語としては「国家政治教育学校」や「国民政治教育施設」、「国家政治教育施設」、「国家教育舎」などがある。

## 目的
ナポラの目的とするところは心身共に民族と国家に献身するナチス党員を育成することにある。生徒は未来の指導者世代を形成することが求められた。しかし、アドルフ・ヒトラー学校生徒とは異なり、職業選択の自由を保持していた。

## 沿革
1933年最初の三校が教育大臣ベルンハルト・ルストの主管する国立の学校として設立された。  
1936年から親衛隊大将のアウグスト・ハイスマイヤーがナポラ監督官となる。
1939年から1940年にかけてナポラの主管は親衛隊のハイスマイヤー本部 (Dienststelle Heißmeyer) に移行される。 これに伴い、ナポラは親衛隊の直接的な影響下に置かれ、ハイスマイヤーは教職員に親衛隊への入隊を迫った。また、生徒や教職員に親衛隊の制服・階級を導入することを試みた。 
1941年にはオーストリアを含む全ドイツに6000名の生徒が30校に学んだ。このうち2校が女子校であった。終戦までに43校に増大した。

## 編成・組織

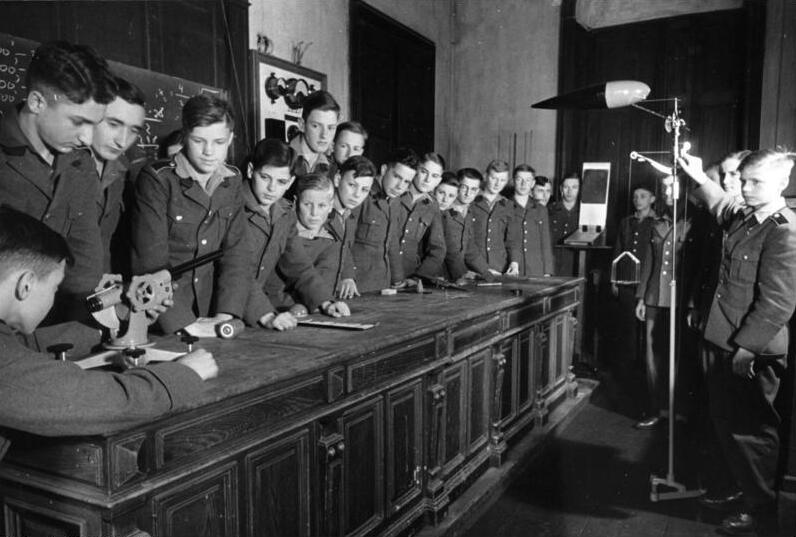
ナポラでの物理授業光景、弾道学と空気力学の模型が写っている

オラニエンシュタイン校を例として説明すると、同校はディーツ (Diez)に所在、1919年に廃止されたプロイセン王国陸軍幼年学校 (Königlich-Preußische Kadettenanstalt) の伝統を継承、校内で青色の肩章を付けたオリーブ色の制服を着用した。
生徒はユンクマン (Jungmann、新人または新兵の意味) と称された。休暇中も帰郷先のヒトラーユーゲント組織で活動義務があるので外出着はヒトラーユーゲントの制服を着用した。
学校は8学年に分かれた。
ナポラは形式上ナチス党の突撃隊に属していたので、校長は突撃隊員であったが、開戦に伴い教員も変化し、1942年には突撃隊に属する教員はいなくなり、正規の授業と並んで軍事教練に重点が置かれたので、元教員であったが、戦傷のために現役復帰できない国防軍将校が授業を担当した。
戦争が長くなれば、なるほど年かさの生徒は国防軍や武装親衛隊に志願し、ナポラは国防軍や武装親衛隊の将校予備軍の様相を呈した。
なお、ナポラに入所した少年を主人公にした映画「エリート養成機関 ナポラ」（2004年、ドイツ　原題：NAPOLA/BEFORE THE FALL ）が公開されている。

## 所在地
男子生徒
| No. | 都市                                                           | 公式名称                          | 州名（当時）                                         | 開校年月日         | 転用前の施設                                  |
| --- | -------------------------------------------------------------- | --------------------------------- | ---------------------------------------------------- | ------------------ | --------------------------------------------- |
| 1   | プレーン                                                       | NPEA プレーン校                   | プロイセン州シュレースヴィヒ＝ホルシュタイン県       | 1933年5月1日       | 国立教育施設・プロイセン王立幼年学校          |
| 2   | ポツダム                                                       | NPEA ポツダム校                   | プロイセン州ブランデンブルク県                       | 1933年5月26日      | 戦争孤児院(Großes Militärwaisenhaus           |
| 3   | ケスリーン                                                     | NPEA ケスリーン校                 | プロイセン州ポンメルン県                             | 1933年7月15日      | 国立教育施設                                  |
| 4   | ベルリン＝シュパンダウ                                         | NPEA ベルリン＝シュパンダウ校     | ベルリン市                                           | 1934年1月30日      | プロイセン体育大学                            |
| 5   | ナウムブルク                                                   | NPEA ナウムブルク校               | プロイセン州ザクセン県                               | 1934年3月15日      | 国立教育施設・プロイセン王立幼年学校          |
| 6   | イルフェルト                                                   | NPEA イルフェルト校               | プロイセン州ハノーファー県→ザクセン県                | 1934年4月20日      | 修道院学校                                    |
| 7   | ヴァールシュタット                                             | NPEA ヴァールシュタット校         | プロイセン州オーバーシュレージエン県                 | 1934年4月9日       | 国立教育施設                                  |
| 8   | ディーツ                                                       | NPEA オラニーンシュタイン校       | プロイセン州ヘッセン＝ナッサウ県                     | 1934年             | 幼年学校                                      |
| 9   | スツーム                                                       | NPEA スツーム校                   | プロイセン州東プロイセン県→ダンツィヒ＝西プロイセン  | 1934年10月1日      | 兵営                                          |
| 10  | バレンシュテット                                               | NPEA アンハルト校                 | アンハルト州                                         | 1934年5月          | 市立ギムナジウム                              |
| 11  | ドレスデン＝クロッチェ                                         | NPEA ドレスデン＝クロッチェ校     | ザクセン州                                           | 1. April 1934      | 州立農業学校                                  |
| 12  | バックナンク                                                   | NPEA バックナンク校               | ヴュルテンベルク州                                   | 1934年5月2日       | 師範学校                                      |
| 13  | ベンスブルク                                                   | NPEA ベンスブルク校               | プロイセン州ラインラント県                           | 1935年6月1日       | プロイセン王立幼年学校                        |
| 14  | シュルプフォルタ                                               | NPEA シュルプフォルタ校           | プロイセン州ザクセン県                               | 1935年7月1日       | 寄宿制ギムナジウム(Landessschule zur Pforte)  |
| 15  | ロットワイル                                                   | NPEA ロットワイル校               | ヴュルテンベルク州                                   | 1936年4月1日       | カトリック系師範学校                          |
| 16  | ノイツェレ                                                     | NPEA ノイツェレ校                 | プロイセン州ブランデンブルク県                       | 1934年(1938年閉鎖) | 養老院、少女教養学校                          |
| 17  | ウィーン＝テレジアンウム                                       | NPEA ウィーン＝テレジアンウム校   | ウィーン市                                           | 1939年3月13日      | 大学                                          |
| 18  | ウィーン＝ブライテンゼー                                       | NPEA ウィーン＝ブライテンゼー校   | ウィーン市                                           | 1939年3月13日      | 国立教育施設 (Kommandogebäude Theodor Körner) |
| 19  | トライスキルヒェン                                             | NPEA トライスキルヒェン校         | ニーダードナウ州（オーストリア）                     | 1939年3月13日      | 国立教育施設 （オーストリア）                 |
| 20  | プロシュコヴィッツ                                             | NPEA プロシュコヴィッツ校         | ズデーテンラント                                     | 1940年10月10日     | 城                                            |
| 21  | ライゼン                                                       | NPEA ヴァルテラント校             | ヴァルテラント                                       | 1940年             | 城                                            |
| 22  | ローベン                                                       | NPEA ローベン校                   | オーバーシュレージエン州                             | 1941年4月1日       | 言語矯正学校                                  |
| 23  | プットブス                                                     | NPEA リューゲン校                 | プロイセン州ポンメルン県                             | 1941年9月1日       | 教育大学                                      |
| 24  | ライヒェナウ                                                   | NPEA ライヒェナウ校               | バーデン州                                           | 1941年             | 介護療養施設                                  |
| 25  | ザンクト・ヴェンデル                                           | NPEA ザンクト・ヴェンデル校       | ザールラント州                                       | 1941年9月1日       | 神言会寄宿学校                                |
| 26  | ヴァイアーホーフ                                               | NPEA ドナースベルク校             | バイエルン州(プファルツ)                             | 1941年             | 高等学校„Gau-Oberschule“                      |
| 27  | ザンクト・パウル/ラヴァントタル                                | NPEA ケルンテン・シュパンハイム校 | ケルンテン州(オーストリア)                           | 1941年             | ベネディクト派修道院                          |
| 28  | フォラウ                                                       | NPEA フォラウ校                   | シュタイアーマルク州(オーストリア)                   | 1943年1月          | アウグスティヌス派修道院                      |
| 29  | ゼッカウ                                                       | NPEA ゼッカウ校                   | シュタイアーマルク州(オーストリア)                   | 1941年             | 養老院                                        |
| 30  | ルーフアッハ                                                   | NPEA ルーフアッハ校               | アルザス地方(フランス)                               | 1940年10月         | 介護施設                                      |
| 31  | ハーゼリューネ                                                 | NPEA エムスラント校               | ハノーファー地方                                     | 1941年10月17日     | 修道院学校                                    |
| 32  | ノイボイエルン                                                 | NPEA ノイボイエルン校             | バイエルン州                                         | 1942年5月          | 城と州立学校寄宿舎                            |
| 33  | ザンクト・ファイト                                             | NPEA ザンクト・ファイト校         | スロヴェニア                                         | 1942年7月          | 司祭養成所                                    |
| 34  | モクリッツ                                                     | NPEA モクリッツ校                 | シュタイアーマルク州（現・スロヴェニアのモクリチェ） | 1942年             | 城                                            |
| 35  | アッカーン                                                     | NPEA アッカーン                   | バーデン州                                           | 1943年8月          | 介護療養施設                                  |
| 36  | クッテンベルク                                                 | NPEA ベーメン校                   | (保護領)                                             | 1944年4月22日      | イエズス会学院、兵営                          |
| 37  | ラウドニッツ・アン・デア・エルベ（ロウドニツェ・ナト・ラベム） | NPEA ラウドニッツ校               | (保護領)                                             | 1944年7月          | 城                                            |
| 38  | ランバッハ                                                     |                                   | オーバードナウ州                                     | 1941年             | ベネディクト会修道院、養老院                  |

典拠: Harald Scholz: NS-Ausleseschulen

## 著名なナポラ出身者
- ハーディ・クリューガー ハリウッド映画俳優
- テオ・ゾンマー(de:Theo Sommer)　日本にも詳しい国際政治ジャーナリスト
- エーリヒ・ハルトマン　ドイツ空軍の撃墜王の一人
- ロタール・ギュンター・ブーフハイム　映画「Ｕボート」の原作者